# 藤田茂
藤田茂（日语：／ Fujita Shigeru，1889年9月17日—1980年），大日本帝国陆军军人，广岛县人。最终军衔陆军中将。1938年参与日本侵华战争，1945年8月在朝鲜咸兴被苏联军队俘虏，后移交给中华人民共和国审判。1957年提前获释回国，曾任“中国归还者联络会”首任会长。
2014年7月4日，中华人民共和国国家档案局首次整体公开发布了藤田茂侵华罪行自供的档案，据藤田茂1954年8月笔供提到重要罪行包括，在侵华战争作战期间，曾下令使用瓦斯弹，使用霍乱菌实施细菌战；在山西、河南、山东作战时屠杀中国平民；命令所属部队在战场上杀掉俘虏算入“战果”；在山西在山东等地下令虐杀俘虏，为使士兵习惯于战场，用俘虏进行练习刺杀；在山东作战时使平民十几人先行以"领路"为名，实则是使令实地趟地雷 等等。

## 生平
藤田茂于1889年（明治22年）9月17日出生于日本广岛县三川町。1907年7月广岛陆军地方幼年学校毕业，1909年5月东京陆军中央幼年学校毕业，以陆军士官候补生的身份加入高田骑兵第17联队。1911年5月27日日本陆军士官学校第23期骑兵科毕业，与後來一同关押在抚顺战犯管理所的铃木启久是同期生，同期知名者：清水规矩、酒井直次、根本博、堀井富太郎、丸山政男、桥本欣五郎。毕业后授予陆军骑兵少尉，回到骑兵第17联队任职。曾入学日本陆军骑兵学校进修。曾在骑兵第13、第20联队任职。藤田茂没有象征精英的“陆大”学历背景。1928年晋升骑兵少佐。1935年任参谋总长闲院宫载仁亲王的中佐皇族附武官。
1938年8月任第20师团之骑兵第28联队大佐联队长，派赴中国山西参与日本侵华战争，在中条山地区与中国军队作战。1940年3月调任千葉縣習志野骑兵第15联队长，1941年10月晋升陆军少将，转任埼玉縣浦和联队区司令官。1944年3月调任骑兵第4旅团长，隶属第12军，在中国河南作战，参加了豫中会战、老河口作战等战役。1945年3月任第59师团中将师团长，隶属第43军，在山东作战。1945年6月第59师团转隶属关东军编入第34军，调到朝鲜咸兴防御。1945年8月25日在咸兴被苏联红军俘获。
1950年7月藤田茂被移交中华人民共和国，关押在抚顺战犯管理所。1956年6月，中华人民共和国最高人民法院沈阳特别军事法庭公开审判第一批战犯，藤田茂被判处18年徒刑，宣判后在庭上说：“若论我的罪，判几个死刑，也不能赎罪于万一”。藤田茂有亲属死于广岛市原子弹爆炸对其触动很大。1957年被提前释放回国，回到日本成为“中国归还者联络会”（简称“中归联”）首任会长。在日本进行反战巡回演讲。他曾数次率团访问中国，1965年、1972年两次受中华人民共和国国务院总理周恩来接见。
1980年去世，享年90岁。

## 軼聞
藤田茂在一篇文章中记述：“我是1965年9月，随‘中归联’第一次访华团访华时，首次见到周恩来总理。正好那时赶上中国的国庆节，10月1日下午6点，在天安门城楼上举行了茶话会。我会（中归联）仅我一人应邀出席，并与周恩来总理握手，交谈了一会儿。”
周恩来总理曾赠送当时中国流行的中山装给藤田茂，1980年藤田茂临终前嘱咐亲属死后要穿上那件中山装以示不忘中国恩惠与日中友好。